# Sodomsäpple
Sodomsäpple, Solanum linnaeanum är en potatisväxtart som beskrevs av Frank Nigel Hepper och P.-m.L. Jaeger. Sodomsäpple ingår i släktet skattor som ingår i familjen potatisväxter. Inga underarter finns listade i Catalogue of Life.

## Bildgalleri

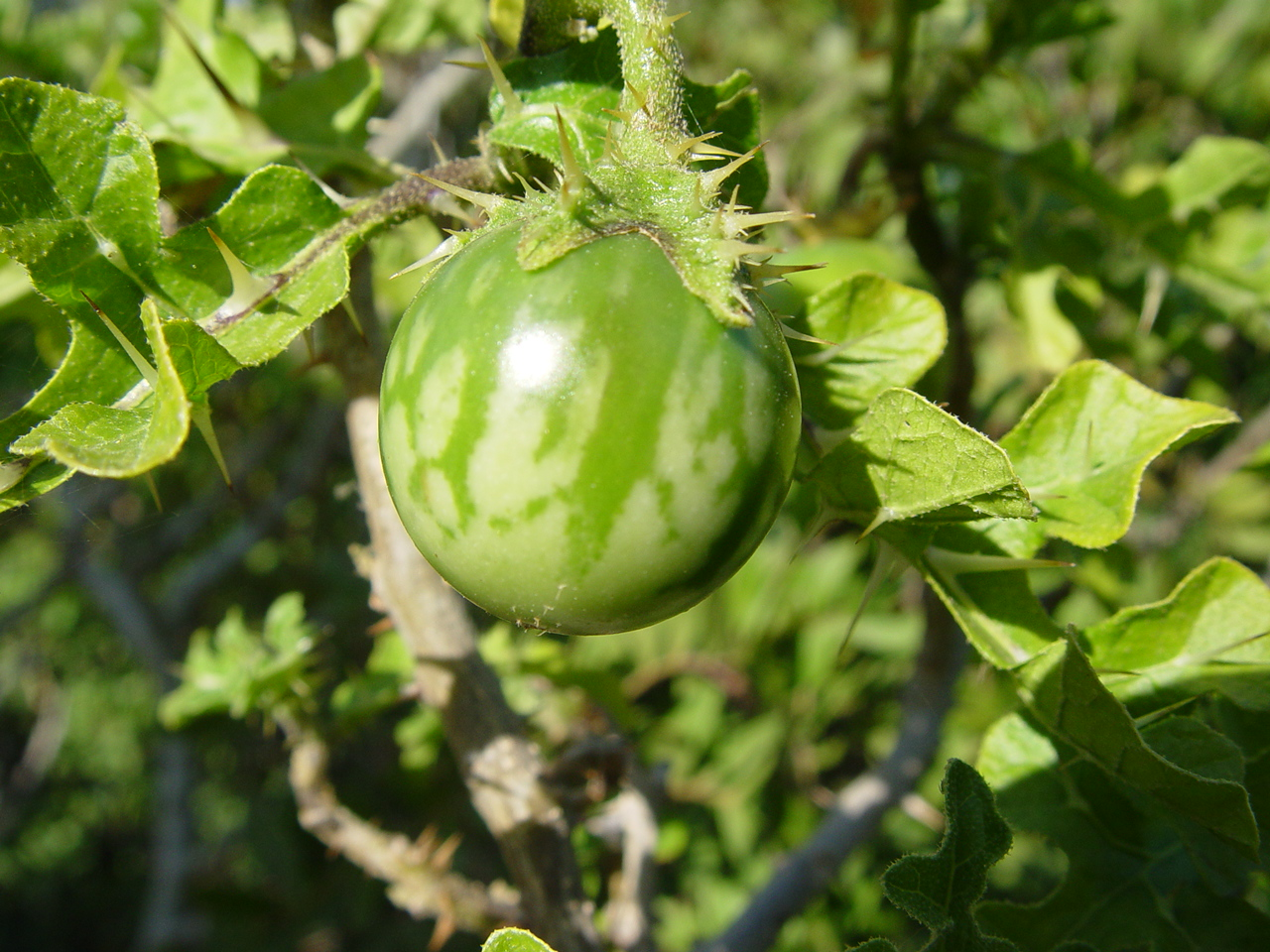
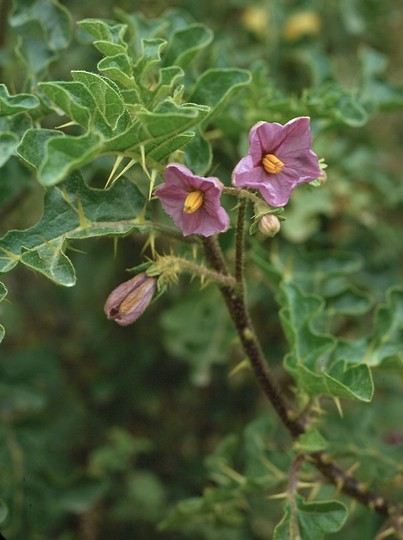
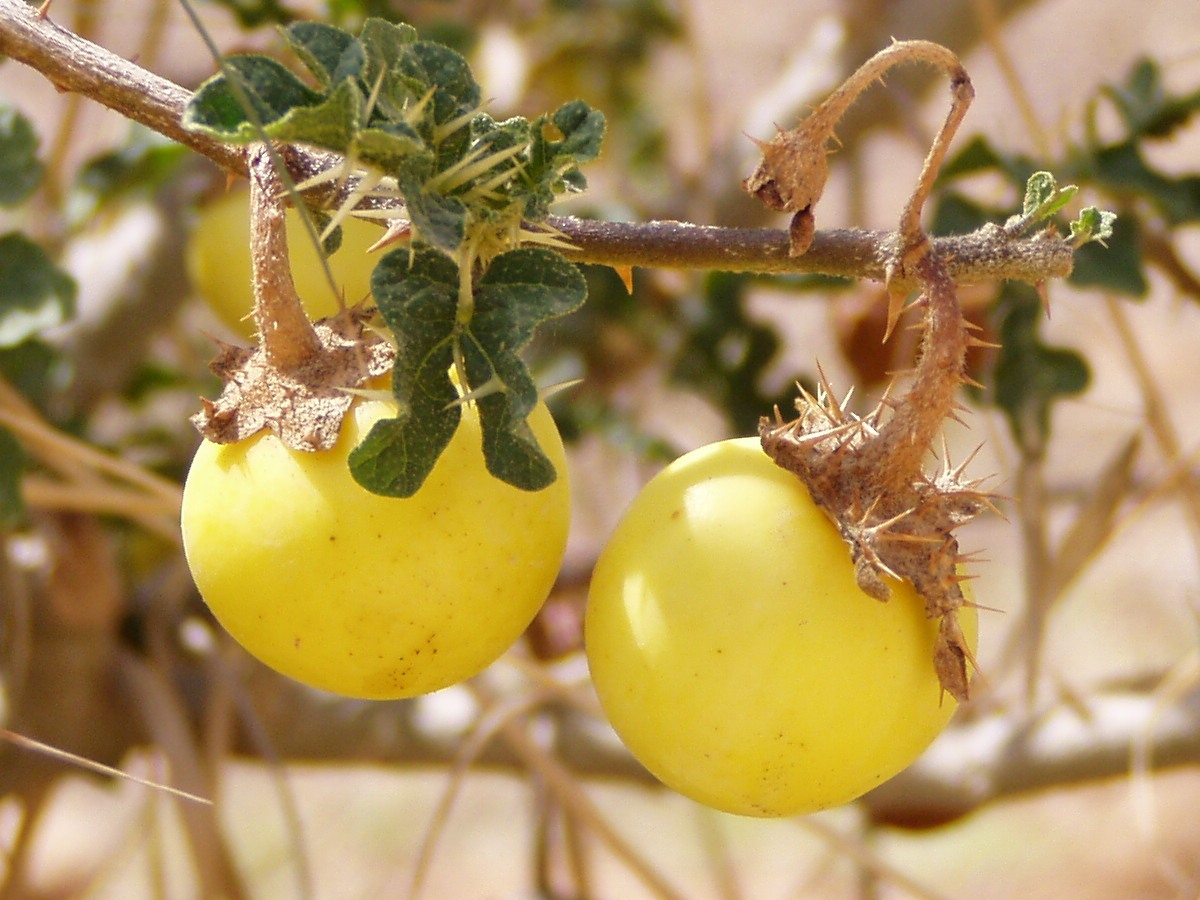
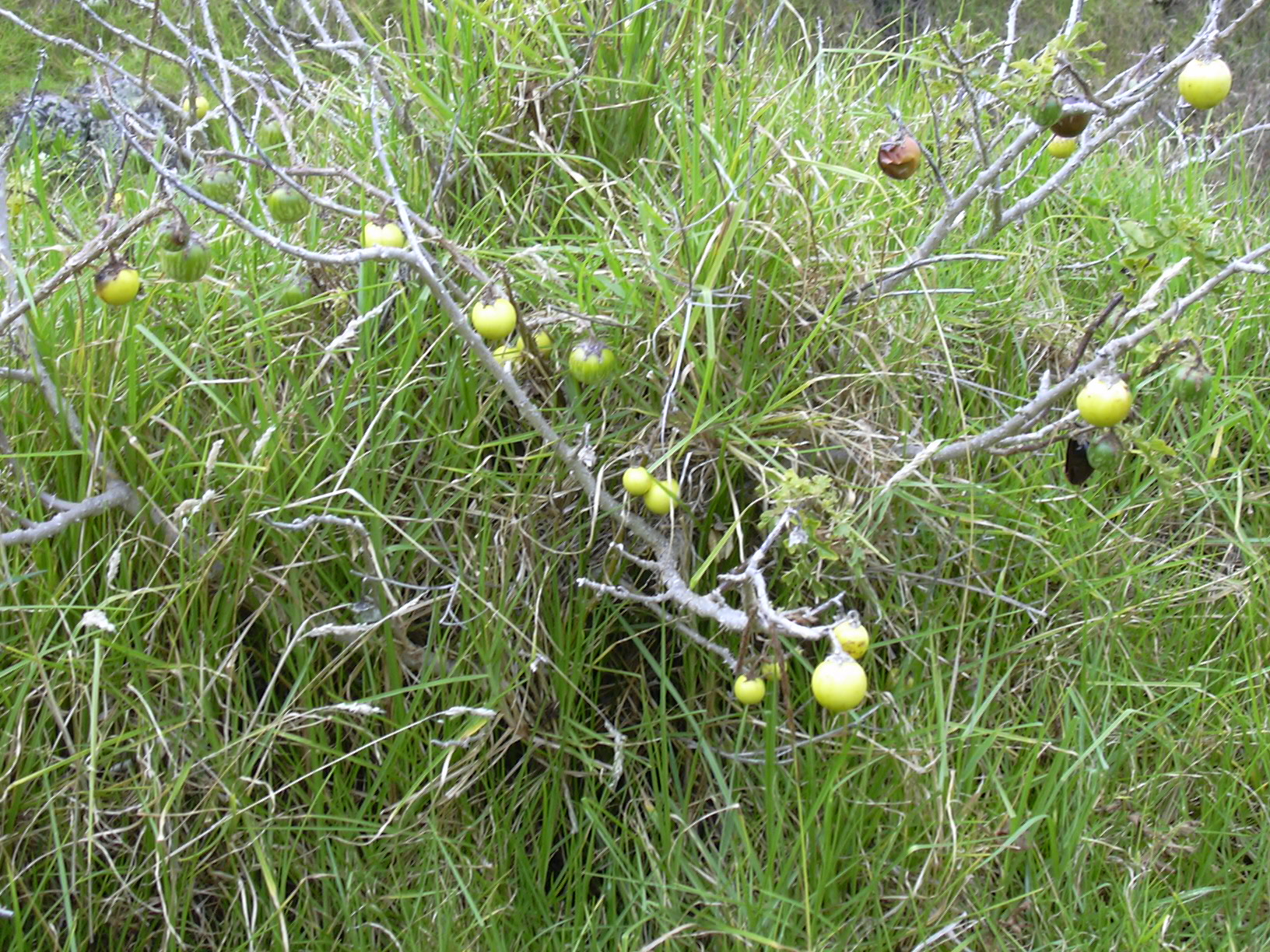
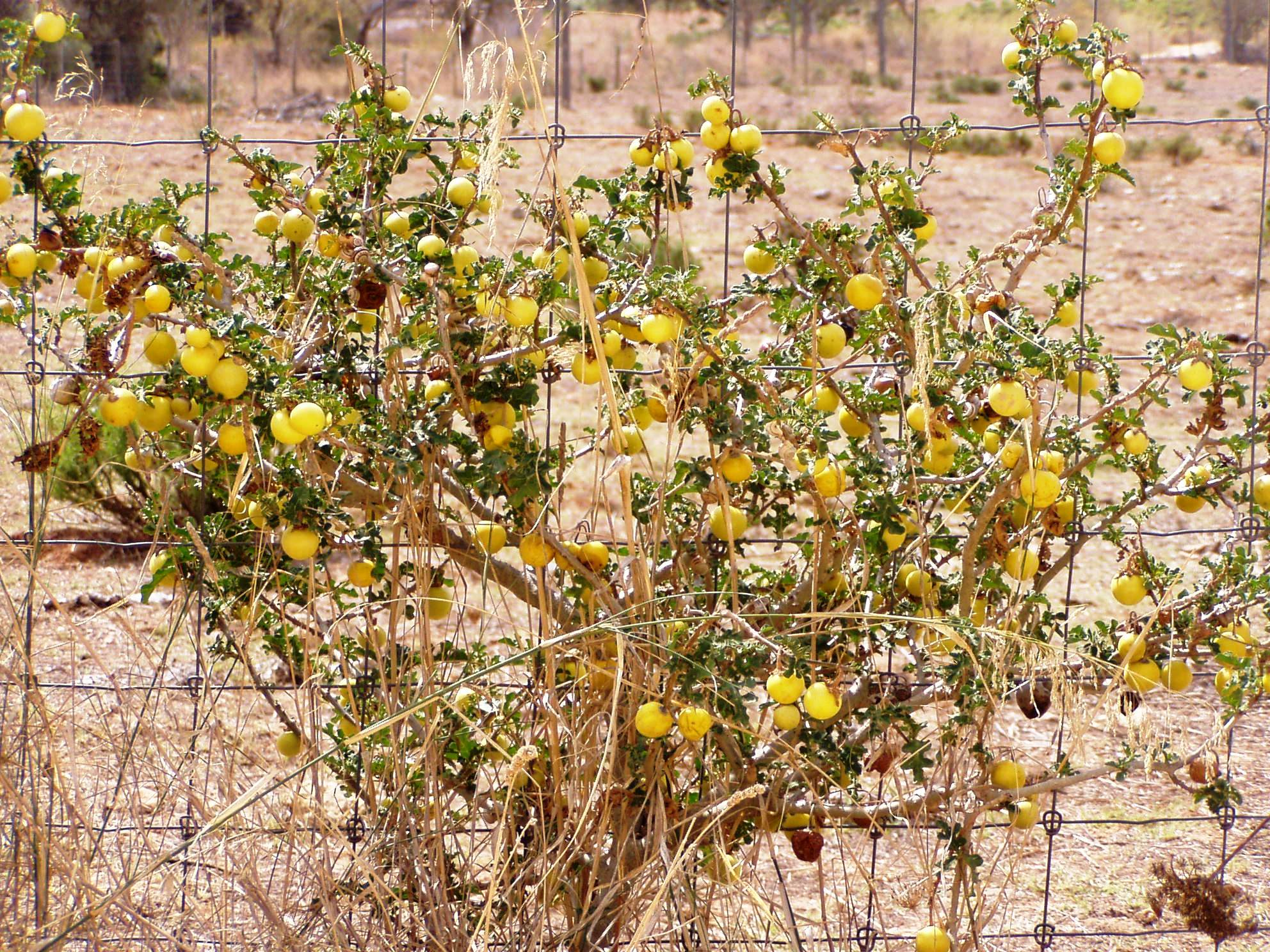
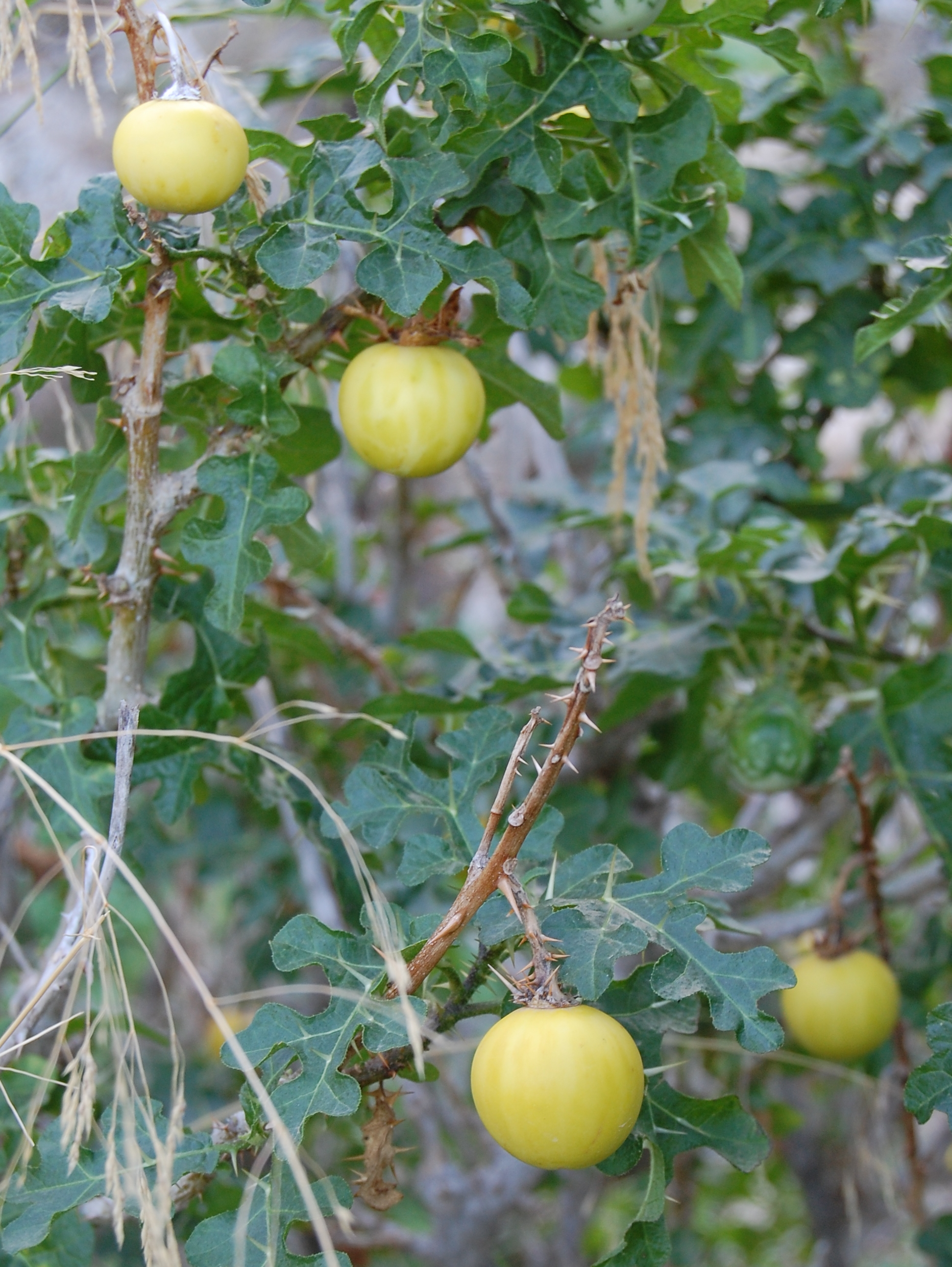